# Trofeo delle Regioni 2009 - Indoor maschile
Il torneo maschile si è svolto dal 28 giugno al 3 luglio 2008.

## Prima fase
In base al ranking nazionale FIPAV sono stati stilati i gironi della prima fase:
| Gruppo A                      | Gruppo B                 | Gruppo C               | Gruppo D                 | Gruppo E                 | Gruppo F                        | Gruppo G                   |
| ----------------------------- | ------------------------ | ---------------------- | ------------------------ | ------------------------ | ------------------------------- | -------------------------- |
| Veneto Campania Valle d'Aosta | Lazio Toscana Alto Adige | Puglia Molise Sardegna | Piemonte Trentino Umbria | Marche Lombardia Liguria | Em.Romagna Calabria Friuli-V.G. | Sicilia Basilicata Abruzzo |